# Кану (бразильський футболіст)
Жануаріо Франко Клейтон (порт.-браз. Cleiton Januário Franco) або Кану (порт.-браз. Kanu, нар. 17 травня 1985, Сан-Паулу, Бразилія) — бразильський футболіст, що грає на позиції нападника. Відомий за виступами за низку бразильських клубів, а також за клуби вищих дивізіонів В'єтнаму та Коста-Рики. В Україні відомий насамперед за виступами у склалі луцької «Волині» в першій українській лізі.

## Клубна кар'єра
Жануаріо Франко Клейтон народився в Сан-Паулу, а свою футбольну кар'єру розпочав у клубі «Енженьєру-Бельтран» з однойменного міста. Далі футболіст, який прийняв коротке прізвисько Кану, продовжив виступи в клубі «Реал Бразіл» з Куритиби, пізніше грав за клуб «Фос ду Ігуасу». На початку 2010 року Кану став футболістом українського клубу першої ліги «Волинь» з Луцька. Разом із командою бразильський форвард здобув срібні медалі першої ліги та путівку до Прем'єр-ліги, проте зігравши лише 6 матчів, футболіст покинув луцький клуб. Далі Кану грав у еквадорському клубі «Сіркуло Депортіво Ферровіаріос», на батьківщині в клубах «Вольта-Редонда» та «Греміо» з Марінги. Пізніше футболіст виступав у вищому дивізіоні чемпіонату В'єтнаму за клуб «Лонг Ан», потім повернувся на батьківщину, де грав за клуб «Сете де Сетембру». Нетривалий час бразильський нападник грав у Марокко за клуб МАС. У 2015 році Кану став гравцем костариканського клубу найвищого дивізіону «Перес Селедон», виступав за костариканський клуб протягом одного сезону.